# Dénes Pálfy
Dénes Pálfy, madžarski politik in enolog, * 1938.

## Odlikovanja in nagrade
Leta 1999 je prejel častni znak svobode Republike Slovenije z naslednjo utemeljitvijo: »za zasluge in prispevek pri povezovanju in sodelovanju Madžarske s Slovenijo na različnih področjih«.